# Rudolf Walbaum
Rudolf Walbaum (* 4. Dezember 1869 in Egestorf; † 6. April 1948 in Alzey) war ein evangelischer Theologe und Begründer der Deutschen Unitarier Religionsgemeinschaft.

## Biografie
Seine Jugend verbrachte Walbaum, Sohn eines Pfarrers, in Egestorf. Er studierte evangelische Theologie in Leipzig, Greifswald und Göttingen. Ab 1897 wirkte er als Pastor der lutherischen Landeskirche in Hannover, wurde wegen liberaler Äußerungen gemaßregelt und 1900 in eine Landgemeinde im Harz versetzt. Nachdem er ab 1901 in den Dienst der evangelischen Bewegung Österreichs und Böhmens trat und Pfarrer in Wiener Neustadt und Haida war, fand er schließlich zu den rheinhessischen Freiprotestanten und übernahm 1909 die Pfarrstelle in Alzey. Ab 1912 war er zusätzlich Prediger der Freireligiösen Gemeinde Worms.
Walbaum nahm 1910 am Kongress liberaler Theologen des Weltkongresses für freies Christentum und religiösen Fortschritt in Berlin teil, wo er Kontakt zu amerikanischen Unitariern aufnahm. Ab 1911 gab er die Zeitschrift Der Freiprotestant mit dem Untertitel Deutsch-unitarische Blätter heraus.
1915 veröffentlichte Walbaum seinen Aufsatz Was ist Unitarismus, welcher ihn mit Clemens Taesler und dessen Freireligiöser Gemeinde in Frankfurt zusammenbrachte. Die Zusammenarbeit mit Taesler mündete 1927 in die Gründung des Deutschen Unitarierbundes.
Vor 1933 schloss sich Walbaum dem Bund der Köngener von Wilhelm Hauer an und war aktiv an den Vorbereitungen zur Gründung der „Arbeitsgemeinschaft Deutsche Glaubensbewegung“ beteiligt. Walbaum wurde zum Weggefährten Hauers in der Deutschen Glaubensbewegung. 1934 gehörte er mit dem Mainzer Pfarrer Georg Pick zur „Freien Religionsgemeinschaft Deutschlands e. V.“.
Nach dem Krieg leistete Walbaum von 1945 bis 1947 besonders in Flüchtlings- und Gefangenenlagern intensive Seelsorge und Aufbauarbeit. Im Internierungslager Hohenasperg für nationalsozialistische Funktionäre traf Walbaum auf Herbert Böhme. Zusammen mit ihm organisierte er im September 1947 ein Treffen auf dem Klüt bei Hameln, welche als Geburtsstunde der Deutschen Unitarier Religionsgemeinschaft gilt.

## Werke
- Religiöser Unitarismus. Kulturaufbau Verlag, Stuttgart, 1947